# Татьяна Марія
Татьяна Марія (нім. Tatjana Maria, до шлюбу Малек (нім. Malek)) — німецька тенісистка.
Свій перший турнір WTA в одиночному розряді виграла на Mallorca Open 2018. В своєму активі має також 3 перемоги в парній грі. 
У грудні 2013 року народила дочку Шарлотт у шлюбі зі своїм тренером Шарлем Едуаром Марією, ставши ще однією матір'ю, що зуміла виграти турнір WTA.

## Фінали турнірів WTA

### Одиночний розряд: 4 (4 титули)
| Результат |     | Дата         | Турнір                              | Поверхня | Супротивниця        | Рахунок          |          |
| --------- | --- | ------------ | ----------------------------------- | -------- | ------------------- | ---------------- | -------- |
| Перемога  | 1–0 | червень 2018 | Mallorca Open, Мальорка             | Трава    | Анастасія Севастова | 6-4, 7-5         |          |
| Перемога  | 2–0 | Квітень 2022 | Copa Colsanitas Santander, Колумбія | Ґрунт    | Лаура Пігоссі       | 6–3, 4–6, 6–2    |          |
| Перемога  | 3–0 | Квітень 2024 | Copa Colsanitas Santander, Колумбія | Ґрунт    | Пейтон Стернс       | 6–3, 2–6, 6–4    |          |
| Перемога  | 4–0 | Чер 2025     | Queen's Club Championships          | WTA 500  | Трава               | Аманда Анісімова | 6–3, 6–4 |

### Пари: 7 (3 - 4 )
| Результат | №  | Дата            | Турнір                      | Поверхня | Партнерка           | Супротивниці                       | Рахунок                    |
| --------- | -- | --------------- | --------------------------- | -------- | ------------------- | ---------------------------------- | -------------------------- |
| Поразка   | 1. | 26 липня 2009   | Gastein Ladies, Бад-Гаштайн | Ґрунт    | Андреа Петкович     | Андреа Главачкова Луціє Градецька  | 2–6, 4–6                   |
| Перемога  | 1. | 16 вересня 2012 | Challenge Bell, Квебек-Сіті | Хард (i) | Крістіна Младенович | Аліція Росольська Гезер Вотсон     | 7–6(7–5), 6–7(6–8), [10–7] |
| Поразка   | 2. | 6 жовтня 2014   | HP Open, Осака              | Хард     | Лара Арруабаррена   | Аояма Сюко Рената Ворачова         | 1–6, 2–6                   |
| Поразка   | 3. | 19 липня 2015   | Swedish Open, Бостад        | Ґрунт    | Ольга Савчук        | Кікі Бертенс Юганна Ларссон        | 5–7, 4–6                   |
| Перемога  | 2. | 11 квітня 2016  | Copa Colsanitas, Богота     | Ґрунт    | Лара Арруабаррена   | Габріела Се Андреа Гаміс           | 6–2, 4–6, [10–8]           |
| Поразка   | 4. | 25 квітня 2016  | Morocco Open, Рабат         | Ґрунт    | Ралука Олару        | Ксенія Кнолль Александра Крунич    | 3–6, 0–6                   |
| Перемога  | 3. | 3 березня 2018  | Mexican Open, Акапулько     | Хард     | Гезер Вотсон        | Кейтлін Крістіан Сабіна Сантамарія | 7–5, 2–6, [10–2]           |

### Фінали серії WTA 125K

#### Пари (0–1)
| Результат | №  | Дата              | Турнір           | Поверхня | Партнерка          | Супротивниці                     | Рахунок          |
| --------- | -- | ----------------- | ---------------- | -------- | ------------------ | -------------------------------- | ---------------- |
| Поразка   | 1. | 23 листопада 2015 | Carlsbad Classic | Хард     | Оксана Калашнікова | Вероніка Сепеде Ройг Габріела Се | 6–1, 4–6, [8–10] |

## Зовнішні посилання
- Досьє на сайті Жіночої тенісної асоціації [Архівовано 24 червня 2018 у Wayback Machine.]

## Виноски
1. 1 2  Player Profile // WTA website